# Paul Paillole
Paul Paillole (* 18. November 1905 in Rennes, Bretagne, Frankreich; † 15. Oktober 2002 im Bishat-Hospital in Paris) war ein französischer Geheimdienstoffizier, der hauptsächlich wegen seiner Rolle bei der Verhaftung deutscher Geheimdienstagenten nach der französischen Niederlage 1940 bekannt wurde. In späterer Zeit war seine Rolle während des Vichy-Regimes Gegenstand von Kontroversen.

## Familiärer Hintergrund
Pailloles Vater starb 1918 als Soldat während des Ersten Weltkrieges. Dieser persönliche Verlust scheint Pailloles starken Patriotismus entfacht zu haben, den sowohl seine Bewunderer, wie seine Kritiker anerkennen. Nach dem Tode seines Vaters übernahm seine Mutter die Stelle einer Lehrerin in Marseille. Hier besuchte er das Lycée Saint Charles. Als leidenschaftlicher Sportler beanspruchte er später, im berühmten Fußballclub Olympique Marseille gespielt zu haben, obwohl er keine Spuren in den offiziellen Aufzeichnungen dieses Vereins hinterlassen hat.

## Militärkarriere
Angetrieben sowohl von seinem Patriotismus, wie seiner Liebe zu physischen Aktivitäten trat Paillole 1925 der französischen Armee bei und wurde bereits 1929 zum Leutnant befördert. 1935 wurde er zum Nachrichtendienst versetzt. Anfangs stand er seiner Versetzung zurückhaltend gegenüber, weil er diese Verwendung als einseitige Schreibtischarbeit ansah und seine neue Aufgabe mit geringen Kenntnissen antrat. Aber schnell erwarb er sich den Ruf exzellenter professioneller Kompetenz. Bei Ausbruch des Krieges war Paillole ein prominentes Mitglied der aktiven Spionageabwehr-Abteilung, dem Quinzième Bureau.

## Im Zweiten Weltkrieg
Nach dem Waffenstillstand von Compiègne im Juni 1940 entschied das Vichy-Regime, die Aufklärung und Spionageabwehr neu zu organisieren. Paillole übernahm die Leitung einer geheimen Spionageabwehr, die von Marseille aus unter der Tarnung als Abteilung Travaux Ruraux (TR; dt. Landarbeiten) des Landwirtschaftsministeriums operierte.
Forschungen des britischen Historikers Simon Kitson zeigten, dass dieses Agentennetzwerk nicht in Opposition zum Vichy-Regime arbeitete. Amtsträger des Vichy-Regimes waren seit November 1940 über die Lage des Hauptquartiers dieses Agentennetzwerks mit seinem großen Archiv in der Villa Eole in Marseille und die Verhaftung deutscher Geheimdienstagenten informiert, die offizielle Strukturen des Regimes, wie Polizei, Gefängnisse, Gerichte und Waffenstillstandskommissionen aktiv unterstützten. Obwohl das Regime extensiv mit den deutschen Besatzungstruppen in Nordfrankreich kollaborierte, waren die Vichy-Verantwortlichen bestrebt, ihre Autonomie zu unterstreichen und die Kollaboration zu zentralisieren. Die Arbeit von Pailloles Dienst diente der Verteidigung dieser „Souveränität“ und sollte die individuelle, nicht autorisierte Kollaboration einfacher französischer Staatsangehöriger verhindern.
Pailloles MA 3, so die interne Bezeichnung der Abteilung, nahm ihre Rolle als Spionageabwehr ernst. Kitson schätzt, das ca. 2.000 Personen durch den französischen Kollaborationsstaat festgenommen wurden unter dem Vorwurf, für Vichys diplomatischen Partner Hitlerdeutschland zu spionieren. In der Nachkriegszeit präsentierten sich die Veteranen dieses Geheimdienstes als fest an der Seite der Alliierten und seit Anbeginn auf Seiten der Résistance engagiert.
Paillole war aktiv an der Verhaftung von Mitgliedern der Résistance und alliierter Agenten beteiligt. Er versorgte Vichy mit Informationen über Jean Moulin, den ehemaligen Präfekten des Départements Eure-et-Loir, der nach Installation des Vichy-Regimes im Geheimen die Résistance zu organisieren und zu einen suchte. Pailloles Dokumentation ermöglichte der Vichy-Polizei die Zerstörung des Azur-Résistance-Netzwerks in Marseille im Oktober 1941.
Zur gleichen Zeit gab Paillole eine begrenzte Zahl von Informationen an die Alliierten weiter und bot ihm persönlich bekannten Résistants, wie Henri Frenay, Hilfe an.
Als Marschall Henri Philippe Pétain im August 1942 das TR offiziell auflöste, wurden das ausgedehnte Archiv rechtzeitig mit den Funkgeräten und Enigma-Maschinen der Aufklärung nach Algier verlegt, um es dem nach Beginn der Alliierten Landung in Nordafrika einsetzenden Unternehmen Anton, dem Einrücken der Wehrmacht in die französische Südzone, zu entziehen. Nach offizieller Auflösung des TR wurde Paillole an die Spitze einer neuen, geheimen Spionageabwehrinstitution berufen, dem Service de Sécurité Militaire (SSM), die von Ministerpräsident Pierre Laval und Admiral François Darlan im August 1942 gegründet wurde. 
Paillole floh in das von den Alliierten kontrollierten Französisch-Nordafrika. Danach nahm er einen weitaus entschiedeneren Standpunkt zugunsten der Alliierten ein, was ihm in der Nachkriegszeit Verdienstmedaillen und Anerkennungen seines Widerstandes durch Briten, US-Amerikaner und Polen einbrachte. Dennoch schnitt er seine vorherigen Verbindungen zum Vichy-Regime nicht völlig ab. Statt sich ab dem November 1942 für General Charles de Gaulle zu entscheiden, optierte er für dessen von den Alliierten anfangs geförderten Rivalen General Henri Giraud. Girauds Haltung zu innenpolitischen Themen war von seiner Bewunderung für den diktatorisch regierenden Pétain bestimmt. Einem Bericht des britischen auswärtigen Dienstes zufolge war Paillole angeblich im November 1943 an einer Intrige beteiligt, die es Marschall Pétain ermöglichen sollte, aus Frankreich zu fliehen und sich an die Spitze der Freien Französischen Streitkräfte im Exil zu stellen. Von de Gaulle wurde gesagt, er sei so erzürnt gewesen, dass er die vorbehaltslose Unterstellung von Pailloles Abwehr unter das Bureau Central de Renseignements et d’Action (BCRA) André Dewavrins verlangt habe.

## Nachkriegskarriere
Nach dem Krieg verwendete Paillole viel Energie auf die Verteidigung des Rufes seines Geheimdienstes, wobei er zu beweisen versuchte, dass dieser von Beginn an auf Seiten der Alliierte gearbeitet und sich unzweideutig für die Résistance engagiert habe.
Im Jahr 1953 gründete er eine Vereinigung von Geheimdienstveteranen, den Amicale des Anciens des Services Spéciaux de la Défense Nationale (dt. Freunde des früheren nationalen Verteidigungsnachrichtendienstes), die ein regelmäßig erscheinendes Mitteilungsblatt publizierten, das sich Heldenakten der Abwehr während der Besatzungszeit widmete. Paillole stiftete dem Service Historique de l’armée de terre (SHAT, dt. Historischer Dienst des Heeres) eine persönliche Sammlung von Archivmaterial, von der Kitson annimmt, das diese Sammlung von allen Hinweisen auf Aktivitäten seines Abwehrdienstes gegen die Alliierte gereinigt wurde.
Pailloles Präsentation der Ereignisse wurde von einigen Historikern übernommen. Die Veröffentlichung von Pailloles Memoiren 1975 erzürnte Mitglieder der Résistance, so Toussaint Raffini, der aufgrund von Informationen des TR-Netzwerks an die Vichy-Polizei hatte Haft erleiden muüssen.
Paillole zog sich in den Pariser Vorort La Queue-lez-Yvelines zurück, wo er zwischen 1965 und 1983 Bürgermeister war.